# For altid (singolo)
For altid è un brano musicale della cantante danese Medina, estratto come primo singolo dal suo quarto album omonimo. È stato pubblicato il 30 maggio 2011 dall'etichetta discografica EMI Music. Il singolo è stato prodotto dalla squadra di produttori Providers.
For altid è entrato direttamente alla vetta della classifica danese, dove ha passato tre settimane consecutive in totale. Ha poi passato sei settimane consecutive al secondo posto, e altre tre in top ten; in totale ha passato 19 settimane in classifica.

## Tracce
Download digitale
1. For altid - 3:32

## Classifiche
| Classifica (2011) | Posizione massima |
| ----------------- | ----------------- |
| Danimarca         | 1                 |

Classifiche di fine anno
| Classifica (2011) | Posizione |
| ----------------- | --------- |
| Danimarca         | 7         |

## Date di pubblicazione
| Paese     | Data           | Formato           | Etichetta   |
| --------- | -------------- | ----------------- | ----------- |
| Danimarca | 30 maggio 2011 | Download digitale | :labelmade: |
| Svezia    | 15 luglio 2011 | Download digitale | EMI         |
| Norvegia  | 15 luglio 2011 | Download digitale | EMI         |